# Franck Pottier
Pour les articles homonymes, voir Pottier.
Franck Pottier, né le 14 février 1975 à Conflans-Sainte-Honorine (Yvelines), est un footballeur français évoluant au poste d'attaquant.

## Carrière
Franck Pottier évolue durant toute sa carrière en France. De 1991 à 1992, il joue avec la réserve de l'AS Cannes avant de rejoindre pour une saison la réserve du FC Gueugnon. Il s'engage ensuite pour le Stade montois où il reste jusqu'en 1996. Pottier rejoint ensuite l'OGC Nice avec lequel il se qualifie pour la finale de la Coupe de France de football 1996-1997. Présent en demi-finale, il n'est pas présent lors de la finale gagnée par les Niçois. Il est néanmoins titulaire lors du Trophée des champions 1997, mais les Niçois sont battus par l'AS Monaco sur le score de 5-2. En 2000, il revient au Stade montois puis prend sa retraite en 2003.

## Statistiques
| Saison    | Club          | Pays   | Division   | Championnat        | Coupes nationales | Coupe d'Europe | Sélection France |
| --------- | ------------- | ------ | ---------- | ------------------ | ----------------- | -------------- | ---------------- |
| 1994-1995 | Stade montois | France | National 2 | -                  | 2 matchs / 1 but  | -              | -                |
| 1995-1996 | Stade montois | France | National 2 | -                  | -                 | -              | -                |
| 1996-1997 | OGC Nice      | France | Division 1 | 19 matchs / 1 but  | 6 matchs          | -              | -                |
| 1997-1998 | OGC Nice      | France | Division 2 | 26 matchs / 3 buts | 2 matchs          | 3 matchs (C2)  | -                |
| 1998-1999 | OGC Nice      | France | Division 2 | 2 matchs           | 2 matchs          | -              | -                |
| 1999-2000 | OGC Nice      | France | Division 2 | 3 matchs           | -                 | -              | -                |
| 2000-2001 | Stade montois | France | CFA 2      | -                  | -                 | -              | -                |
| 2001-2002 | Stade montois | France | CFA 2      | -                  | -                 | -              | -                |
| 2002-2003 | Stade montois | France | CFA 2      | -                  | -                 | -              | -                |